# Dyspanopeus
Dyspanopeus là một chi cua trong siêu họ Xanthoidea, gồm hai loài sau:
- Dyspanopeus sayi (Smith, 1869)
- Dyspanopeus texanus (Stimpson, 1859)

Cả hai loài này đều từng được đặt trong chi Panopeus, tách ra thành chi riêng biệt năm 1986.